# Kolodzei Art Foundation
De Kolodzei Art Foundation is een Amerikaanse stichting met de doelstelling om eigentijdse kunst uit Rusland en de voormalige Sovjet-Unie te bevorderen. De Kolodzei Art Foundation, opgericht in 1991, organiseert tentoonstellingen in musea, universiteiten en culturele centra in de Verenigde Staten, Rusland en Europa. Het bestuur heeft als leden belangrijke figuren uit de zakenwereld, politiek en cultuur binnen de relatie de Verenigde Staten, Europa en Rusland. Daarnaast verzorgt de Kolodzei Art Foundation de levering van materialen aan kunstenaars in Rusland en voormalige Sovjet-Unie. Ook worden Russisch-Amerikaanse culturele uitwisselingen georganiseerd en verstrekt men beurzen aan kunstenaars die in het buitenland willen werken en studeren.

## Tentoonstellingen
De Kolodzei Art Foundation coördineert de financiering, het transport, de verzekering en andere kosten gerelateerd aan de tentoonstellingen. Alle tentoonstellingen zijn non-profit (de werken zijn niet te koop) en volledig opengesteld voor het publiek. De stichting leent werken van verschillende particulieren en openbare collecties om tentoonstellingen mee te organiseren. De belangrijkste collectie waaruit men put, is de Kolodzei-collectie met Russische en Oost-Europese kunst. De gezamenlijke collectie van Tatjana Kolodzei en haar dochter Natalia Kolodzei is uitgegroeid tot een collectie met meer dan 7000 objecten. Onder meer schilderijen, tekeningen, sculpturen van meer dan 300 kunstenaars uit Rusland en de voormalige Sovjet-Unie maken hier deel van uit. Hiermee vertegenwoordigt de Kolodzei-collectie vier decennia Russische en non-conformistische Sovjetkunst uit het poststalinistische tijdperk tot heden.

## Russisch-Amerikaanse uitwisselprogramma's
De Kolodzei Art Foundation probeert de voormalige sovjet kunstenaars te promoten en aan te moedigen door middel van beurzen die het voor de kunstenaars mogelijk maken te leven en werken in de Verenigde Staten. Naast het organiseren van de noodzakelijke financiële steun bij het maken van de reis helpt de Kolodzei Art Foundation ook bij het organiseren van belangrijke zaken zoals transport, huisvesting en academische werkgelegenheid. Het voltooien van deze maatregelen wordt voornamelijk gedaan door middel van de persoonlijke contacten opgedaan door de bestuurders van de stichting. Iedere kunstenaar kan deze beurs aanvragen wanneer zij een schriftelijk voorstel doen waarin ze uiteenzetten waarom ze in aanmerking komen voor het programma. De aanvragen worden door het bestuur bekeken en beoordeeld.
De financiering van de Kolodzei Art Foundation en haar activiteiten wordt uitsluitend door donaties van particulieren en privébronnen, zoals bedrijven van de bestuursleden bekostigd. De particuliere donaties komen uit verschillende bronnen zoals leveranciers van materialen voor kunstenaars en verzamelaars van over de hele wereld. Ook bezoekers van tentoonstellingen die grote interesse tonen in de collectie doen donaties. Alle donaties die worden ontvangen worden gebruikt voor de kosten die worden gemaakt gerelateerd aan de doelstellingen van de organisatie, die cultureel en educatief zijn.